# Nafanua II
Die Nafanua II war ein Patrouillenboot der Guardian-Klasse. Sie wurde für die Polizei von Samoa gebaut. Das Schiff wurde von Australien bereitgestellt und ersetzt die ursprüngliche Nafanua, die drei Jahrzehnte zuvor in Samoa in Dienst genommen wurde.
Australien stattete zwölf der kleineren, verbündeten Staaten des Pacific Islands Forum mit 22 Patrouillenbooten aus, als das Seerechtsübereinkommen der Vereinten Nationen die Ausschließliche Wirtschaftszone auf bis zu 200 sm vor den Küsten der jeweiligen Länder ausdehnte.
Am 2. April 2019 verlangte der Police Commissioner Fuiavailili Egon Keil, dass die Schiffe zur Sicherheit der Besatzung mit einem Maschinengewehrstand ausgestattet werden sollten. Australien rüstete die Boote daher so aus, dass ein Maschinengewehr sowie eine größere Kanone mit einem Kaliber bis 30 mm installiert werden kann. Die ursprüngliche Nafanua und ihre Schwesterschiffe wurden nur mit Kleinwaffen ausgestattet.
Am 5. August 2021 lief das Schiff in der Nähe der Werft von Salelologa auf ein Riff auf, während es Polizeibeamte nach Savai'i transportierte, um eine Demonstration zu überwachen. Es konnte geborgen werden, am 5. März 2022 berichtete der Samoa Observer aber, dass das Schiff „nicht mehr wirtschaftlich zu reparieren“ sei.
Australien hat 2022 angekündigt, ein zusätzliches Schiff als Ersatz zu bauen, die Nafanua III.